# Kenny Baker (actor englez)
A nu se confunda cu Kenny Baker (actor american)) (1912-1985)
Kenneth George "Kenny" Baker (n. 24 august 1934, Birmingham, Warwickshire - d. 13 august 2016) a fost un actor englez și muzician. A fost cel mai notabil ca omul din interiorul astro-robotului  R2-D2 din seria de filme Războiul stelelor. A avut 112 cm înălțime.

## Filmografie
| An   | Titlu                                             | Rol                   | Note                                           |
| ---- | ------------------------------------------------- | --------------------- | ---------------------------------------------- |
| 1960 | Circus of Horrors                                 | Dwarf                 | nemenționat                                    |
| 1962 | Man of the World                                  | The Croat             | Episodul: "Specialist for the Kill", Ken Baker |
| 1975 | Dave Allen at Large                               | Salesman              | Sezonul 4, Episodul 36                         |
| 1977 | Star Wars: Episode IV - A New Hope                | R2-D2                 |                                                |
| 1977 | Wombling Free                                     | Bungo                 |                                                |
| 1980 | The Muppet Show                                   | R2-D2                 | Episodul: "The Stars of Star Wars"             |
| 1980 | Star Wars: Episode V - The Empire Strikes Back    | R2-D2                 |                                                |
| 1980 | Flash Gordon                                      | Dwarf                 |                                                |
| 1980 | The Elephant Man                                  | Plumed Dwarf          |                                                |
| 1981 | Time Bandits                                      | Fidgit                |                                                |
| 1981 | The Goodies                                       | Dwarf                 | Episodul: "Snow White 2"                       |
| 1982 | The Hunchback of Notre Dame                       | Pick Pocket           | film TV                                        |
| 1983 | Star Wars: Episode VI - Return of the Jedi        | R2-D2, Paploo         |                                                |
| 1984 | The Adventure Game                                | HRH The Rangdo of Arg | Două episoade                                  |
| 1984 | Amadeus                                           | Parody Commendatore   |                                                |
| 1985 | Der Rosenkavalier                                 | Baron Och's Retinue   | film TV                                        |
| 1986 | Mona Lisa                                         | Brighton Busker       |                                                |
| 1986 | Labyrinth                                         | Goblin Corps          |                                                |
| 1987 | Star Tours                                        | R2-D2                 | Scurtmetraj, nemenționat                       |
| 1987 | Sleeping Beauty                                   | Elf                   |                                                |
| 1988 | Willow                                            | Nelwyn Band Member    | nemenționat                                    |
| 1989 | Prince Caspian and the Voyage of the Dawn Treader | Dufflepud             | special TV                                     |
| 1990 | Ben Elton: The Man from Auntie                    | Invisible Demon       | Episodul 5                                     |
| 1992 | Casualty                                          | Archie                | Episodul: "Act of Faith"                       |
| 1993 | U.F.O.                                            | Casanova              |                                                |
| 1999 | The King and I                                    | Captain Orton         | Voce, Ken Baker                                |
| 1999 | Star Wars: Episode I – The Phantom Menace         | R2-D2                 |                                                |
| 1999 | Boobs in the Wood                                 | Bruce the Convict     | Direct-to-video                                |
| 2002 | 24 Hour Party People                              | Zookeeper             | nemenționat                                    |
| 2002 | Star Wars: Episode II – Attack of the Clones      | R2-D2                 |                                                |
| 2002 | The Cage                                          | Merlin                | Scurtmetraj                                    |
| 2003 | Swiss Toni                                        | Guyler                | Episodul: "Cars Don't Make You Fat"            |
| 2005 | Star Wars: Episode III – Revenge of the Sith      | R2-D2                 |                                                |
| 2007 | Casualty                                          | Charles Isaac         | Episodul: "The Miracle on Harry's Last Shift"  |
| 2013 | One Night at the Aristo                           | The Bartender         | Voce, scurtmetraj                              |
| 2015 | Star Wars: The Force Awakens                      | R2-D2                 | Consultant și rol final de film                |

## Legături externe
- Kenny Baker's website Arhivat în 15 iunie 2006, la Wayback Machine.
- Kenny Baker la Internet Movie Database